# Astragalus bashmensis
Astragalus bashmensis är en ärtväxtart som beskrevs av Maassoumi. Astragalus bashmensis ingår i släktet vedlar, och familjen ärtväxter. Inga underarter finns listade i Catalogue of Life.